# Roine Carlsson
Tord Erland Roine Carlsson, född 10 december 1937 i Häverö församling i Stockholms län, död 25 augusti 2020 i Gustavsberg, var en svensk fackföreningsledare och socialdemokratisk politiker. Han var förbundsordförande för Svenska pappersindustriarbetareförbundet 1970–1982 och statsråd 1982–1991 (biträdande industriminister 1982–1985 och försvarsminister 1985–1991).

## Biografi
Carlsson var reparatör vid Hallsta pappersbruk i Hallstavik 1951–1964, förhandlingsombudsman för Svenska pappersindustriarbetareförbundet 1965–1970, förbundsordförande 1970–1982, ledamot av LO:s styrelse 1971–1982, 1:e vice ordförande i den internationella fackliga federationen ICEF 1973–1982, ledamot av träforskningsrådet och skogsbranschrådet 1973–1982, av handelspolitiska rådet 1971–1982 och av elransoneringsnämnden 1973–1974. Han var styrelseledamot i 3:e AP-fonden 1972–1982, vice ordförande i näringspolitiska rådet 1983–1985, ordförande i kooperativa rådet 1984–1985, expert i 1973 års skogsutredning 1973–1978, ledamot av skogsägareföretagskommittén 1978–1979 och av energisparkommittén 1974–1980.
Carlsson var biträdande industriminister 8 oktober 1982–17 oktober 1985, tillförordnad kommunikationsminister 1 juli–17 oktober 1985 samt försvarsminister 18 oktober 1985–4 oktober 1991. Han var riksdagsledamot, invald i Värmlands läns valkrets, 1985–1991. Efter valet 1991, som ledde till regeringsskifte, valde Carlsson att lämna sin riksdagsplats.
Carlsson gjorde sig allmänt känd, och fick kritik från marinofficerarna, när han 1987 kritiserade förslaget att marinen skulle köpa nya kustkorvetter: "Stora plåtschabrak för att marinofficerarna ska få glänsa på kommandobryggan är ingenting att spilla pengar på." Schabrak avser egentligen ett täcke/filt som läggs under sadeln på en häst, men används ofta i talspråk som beteckning på något stort och pråligt. Carlsson gjorde avbön i TV-programmet Gomorron Sverige för sitt yttrande med uttalandet: "Jag är rätt citerad, och det var högst olämpligt av mig att prata på det sättet,... jag är oerhört arg på mig själv för det här. Självklart har jag respekt för marinofficerarna och deras arbete."